# Minador (biología)

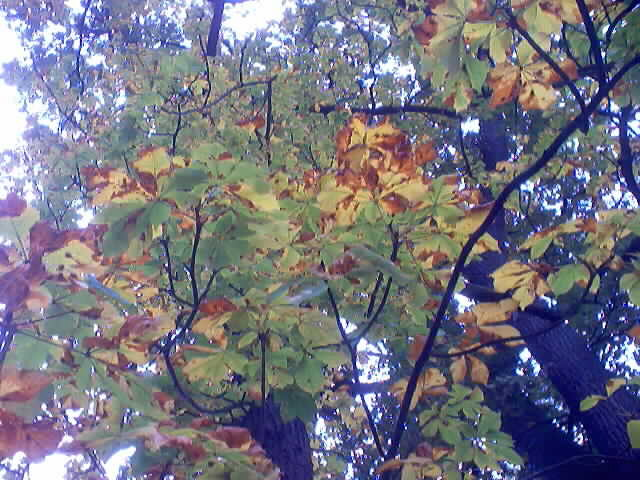
Daño causado por un minador, Cameraria ohridella, a un castaño de indias (árbol).

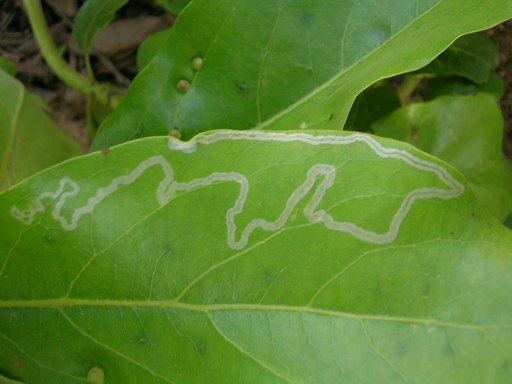
Hoja dañada por un minador.

En biología y agricultura, los minadores son larvas de insectos que viven en el interior del tejido de las hojas. Muchos de ellos causan daños a las plantas de jardín y cultivos.
Como las carcomas, los minadores son difíciles de controlar ya que se protegen de los pulverizadores insecticidas y las defensas de las plantas alimentándose dentro del tejido de las propias hojas, comiendo selectivamente solo las capas que tienen la menor cantidad de celulosa. Cuando atacan al roble albar también se alimentan selectivamente de los tejidos que contienen bajos niveles de tanino, producidos por el árbol en gran cantidad como defensa. El patrón preciso formado por el túnel de alimentación es muy frecuentemente diagnosticador de la clase de insecto responsable, a veces incluso a nivel de género. La mina generalmente contiene deposiciones, y el patrón de estas, la forma de la mina y la identidad de la planta huésped son útiles para determinar la especie de minador.
La gran mayoría de los insectos minadores son polillas (Lepidoptera) y moscas (Diptera), aunque algunos escarabajos y avispas también muestran este comportamiento. Unos pocos insectos minadores utilizan otras partes de la planta, tales como la superficie de una fruta.

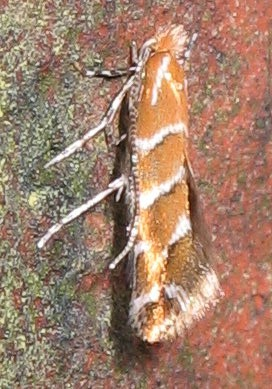
Minador del castaño de indias, Cameraria ohridella (adulto).

## Tratamiento
La infestación de minadores puede reducirse o prevenirse plantando cultivos trampa cerca de las plantas a proteger. Por ejemplo, cenizo, aguileña, y abutilón distraerán a los minadores, dirigiéndolos hacia esas plantas y por lo tanto reduciendo la incidencia de ataque en cultivos cercanos. Este es un método de asociación de cultivos.

## Galería

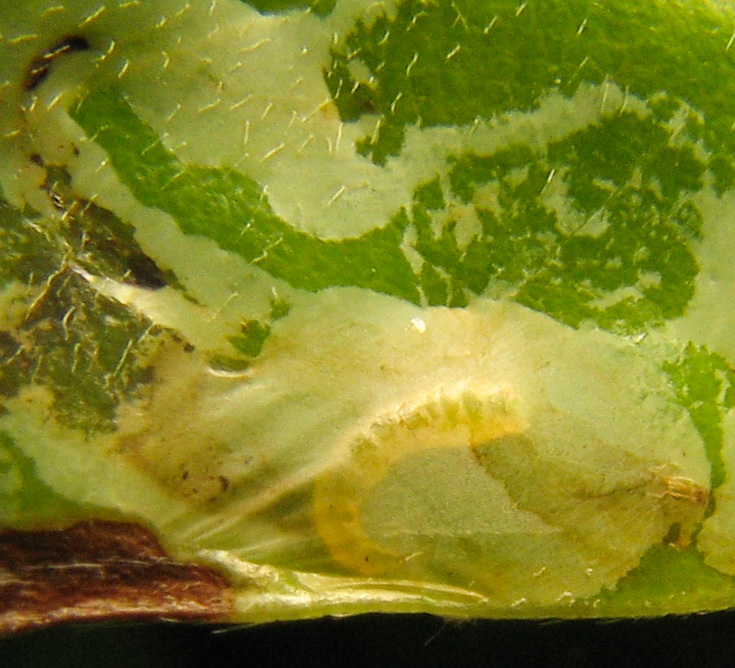
Phyllocnistis magnoliella,  	Gracillariidae, en hoja de magnolia.
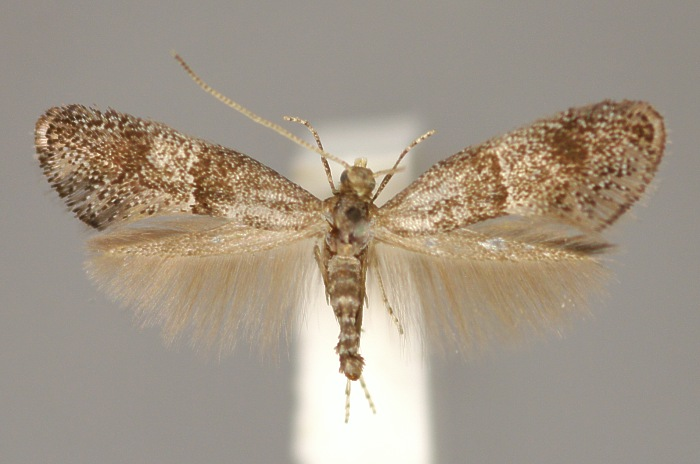
Tinagma perdicella, familia Douglasiidae.
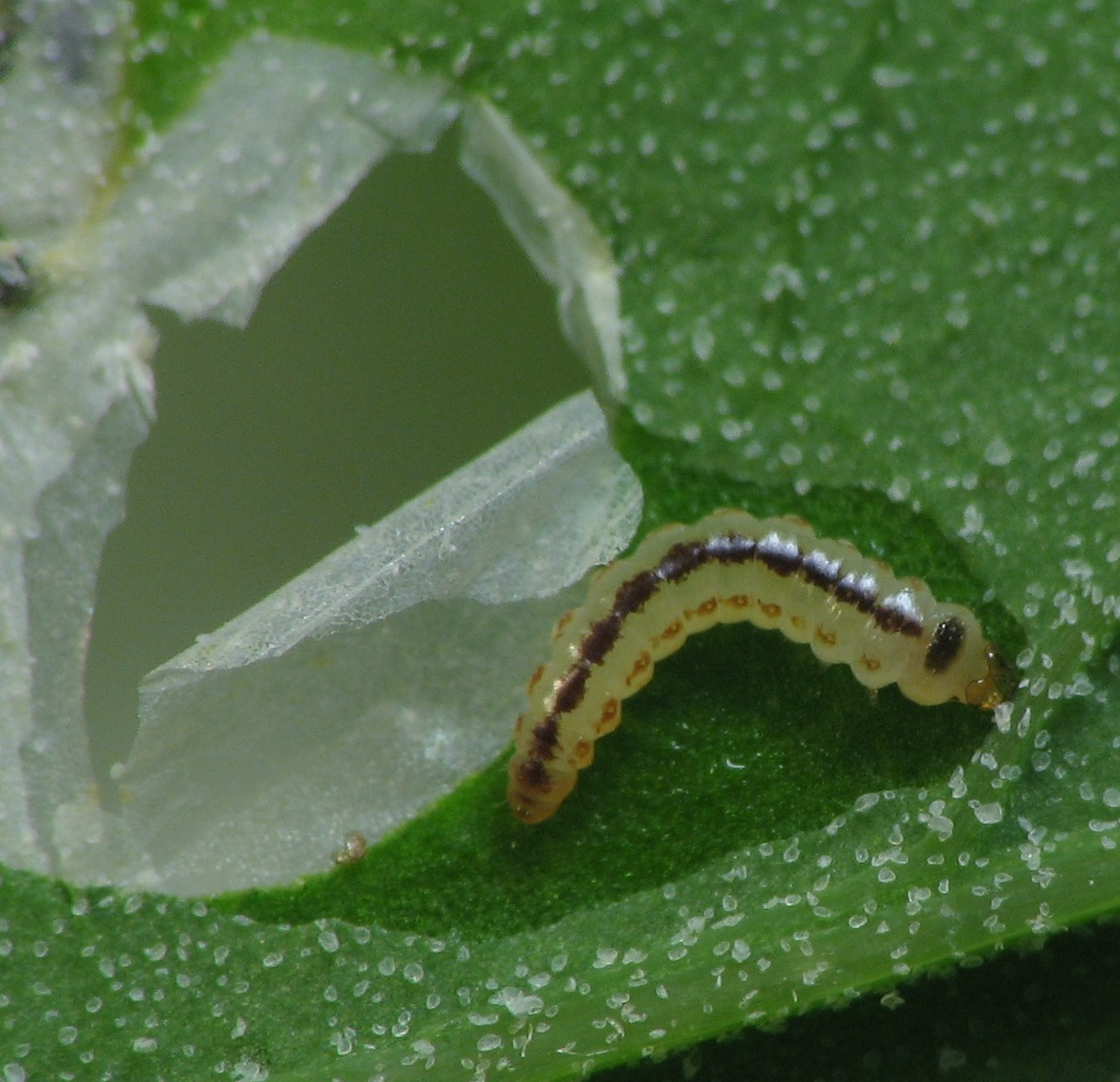
Chrysoesthia sexguttella, Gelechiidae, en hoja de Chenopodium.
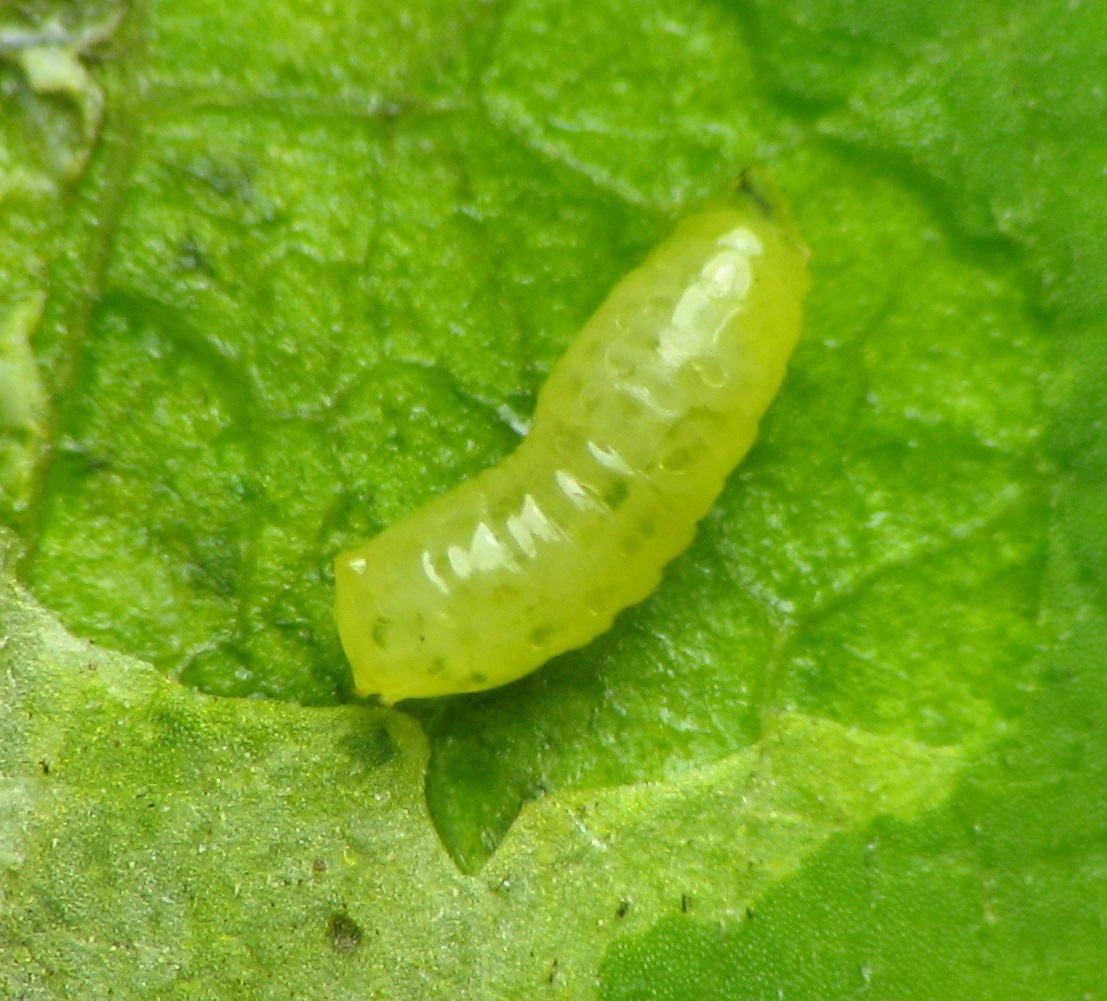
Liriomyza asclepiadis, Agromyzidae, en hoja de Asclepias.
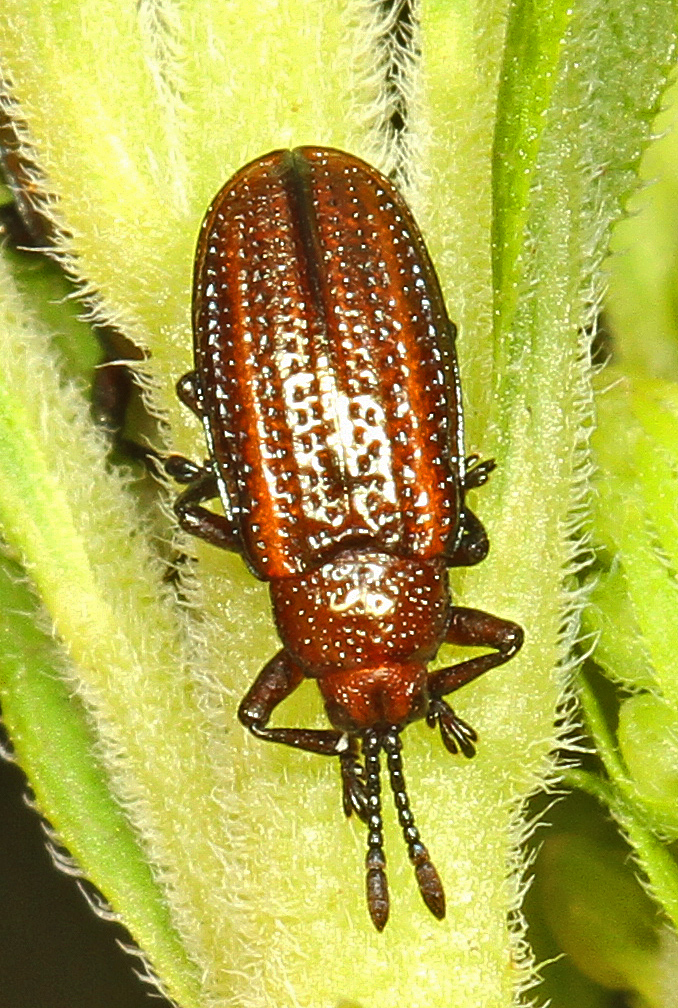
Microrhopala vittata, Chrysomelidae, en Solidago.
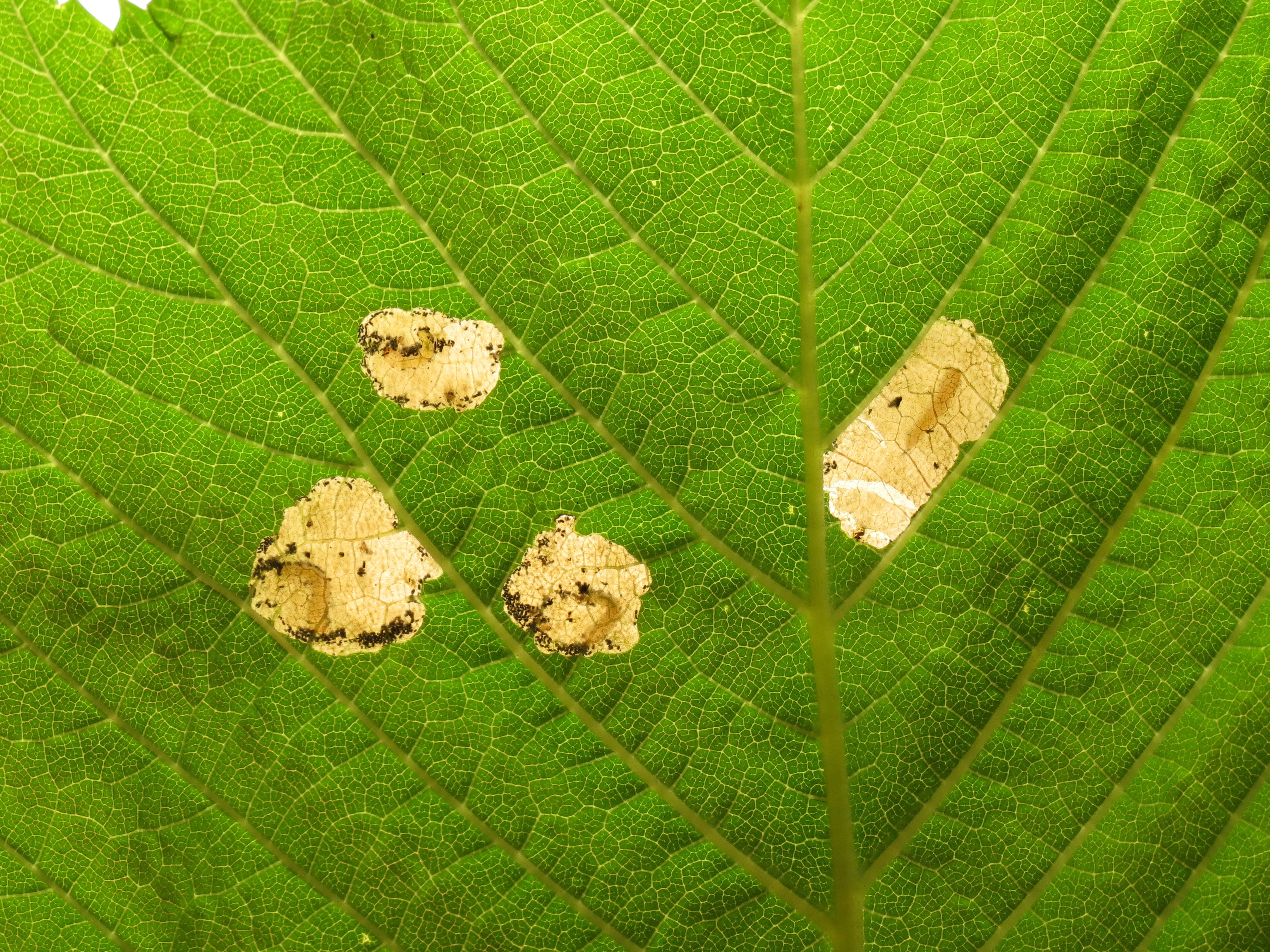
Fenusa ulmi, Tenthredinidae, en hoja de olmo.